# Cardamine asarifolia
Cardamine asarifolia är en korsblommig växtart som beskrevs av Carl von Linné. Cardamine asarifolia ingår i släktet bräsmor, och familjen korsblommiga växter. Inga underarter finns listade i Catalogue of Life.

## Bildgalleri

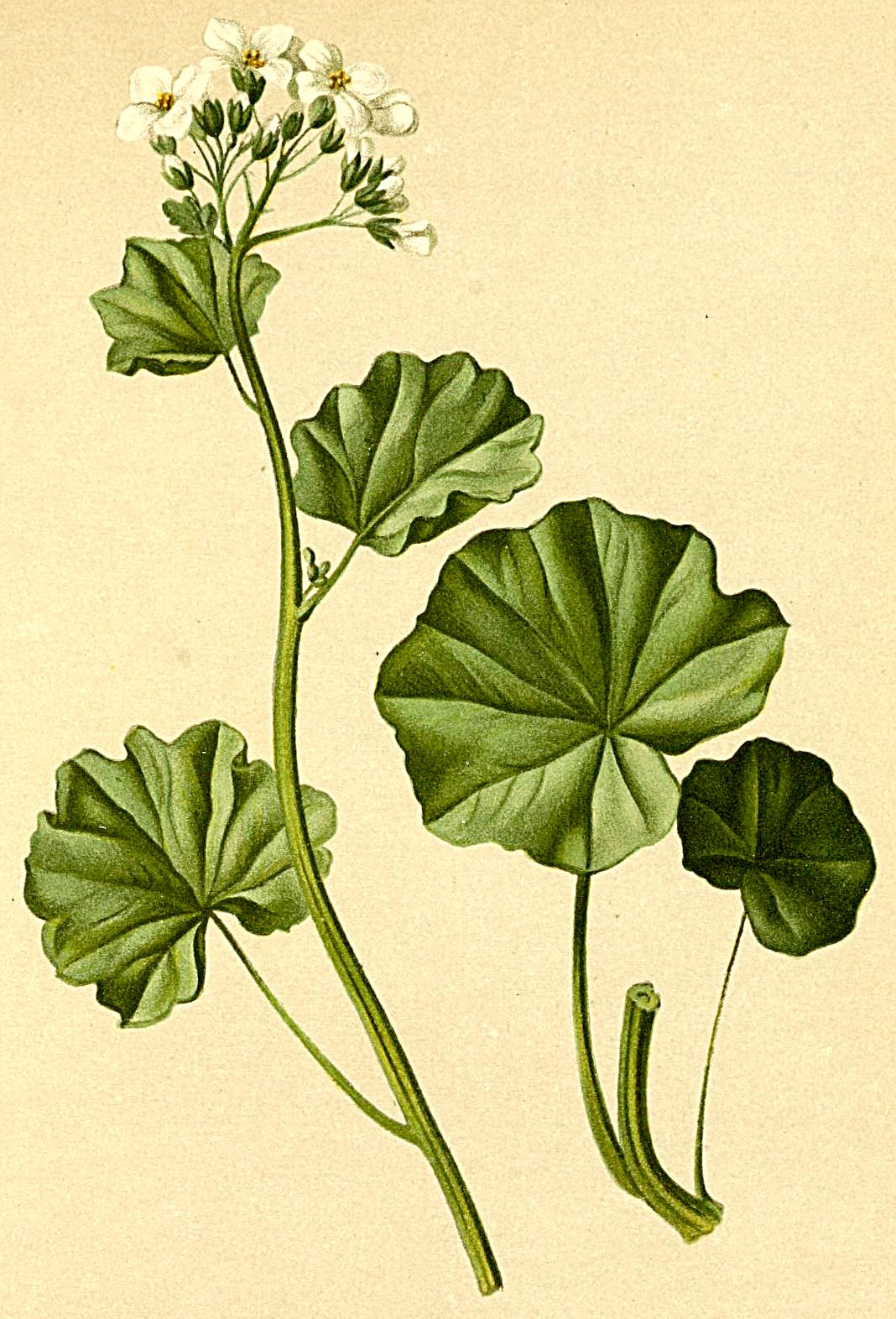
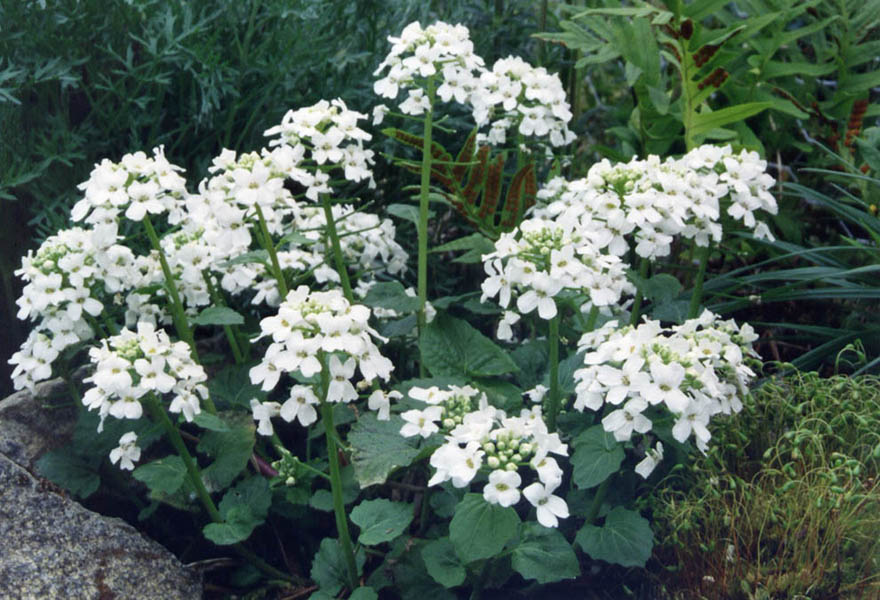